# Птолемеи
Птолемеите са династия с македонски произход, управлявала Египет от 305 г. пр. Хр. до 31 г. пр. Хр.
След смъртта на Александър Македонски през 323 г. пр. Хр. империята му е поделена между неговите най-влиятелни пълководци (диадохи). Една от най-силните сред държавите на диадохите е царството на Птолемеите с център в Египет. То води началото си от Птолемей I, син на македонския военачалник Лаг. През 305 г. пр. Хр. той се обявява за фараон, а владенията му включват освен Египет и Либия, Финикия и някои острови в Средиземно море.
Египтяните скоро приемат Птолемеите като наследници на фараоните в отново независимия Египет. Под управлението на наследниците на Птолемей Египет преживява времена на могъщество и културен разцвет, довели до утвърждаването му като водеща сила в Източното Средиземноморие.
Египет става независима елинистична държава. Владетелите разширяват египетската бюрократична система и ограничават властта на жреците. През 3 век пр.н.е. египетската столица Александрия се превръща в основно научно средище. Развиват се философията, математиката, астрономията, медицината, изкуството. Птолемей I създава Музейона, а Птолемей II – известната Александрийска библиотека към него. Продължава процесът на взаимно проникване между елинската и ориенталската култура. Държавен език е гръцкият. Постоянно нарастващата мощ на Рим започва да ограничава самостоятелността на египетските владетели, а в страната често избухват бунтове и безредици (напр. Птолемей IV Филопатор), в които важна роля играят враждебните настроения на египтяните към гърците и династичните борби.

## Списък на владетелите
Историята и генеалогията на Птолемеите е трудна за проследяване, тъй като всичките царе приемат името Птолемей и се женят често за сестрите си, наричащи се обикновено Клеопатра, Арсиное или Береника. Династията на Птолемеидите властва чак до 30 г. пр. Хр, когато след самоубийството на най-известния представител на династията Клеопатра VII Египет става римска провинция.
- Птолемей I Сотер (305-282 г. пр. Хр.) женен първо за Евридика, после за Береника I
- Птолемей II Филаделф (284-246 г. пр. Хр.) женен първо за Арсиноя I, после за Арсиноя II Филаделфа; управлява съвместно с Птолемей Епигон (267-259 г. пр. Хр.)
- Птолемей III Евригет I (246-222 г. пр. Хр.) женен за Береника II
- Птолемей IV Филопатор (222-204 г. пр. Хр.) женен за Арсиноя III
- Птолемей V Епифан (204-180 г. пр. Хр.) женен за Клеопатра I
- Птолемей VI Филометор (180-164 г. пр. Хр., 163-145 г. пр. Хр.) женен за Клеопатра II
- Птолемей VII Неос Филопатор (така и не се възкачва на трона)
- Птолемей VIII (170-163 г. пр. Хр., 145-116 г. пр. Хр.) Евригет II (Фискон) женен първо за Клеопатра II, после за Клеопатра III (Кокке)
- Клеопатра II (132-124 г. пр. Хр.) Филометора Сотейра, в опозиция на Птолемей VIII
- Птолемей IX Филометор Сотер II (Латир) (116-107 г. пр. Хр., 88-81 г. пр. Хр.) женен първо за Клеопатра IV, после за Клеопатра Селена; управлява съвместно с Клеопатра III при първото си царуване
- Птолемей X Александър I (107-88 г. пр. Хр.) женен първо за Клеопатра Селена, после за Береника III; управлява съвместно с Клеопатра III до 101 г. пр. Хр.
- Береника III Филопатор (81-80 г. пр. Хр.)
- Птолемей XI Александър II (80 г. пр. Хр.), оженил се за Береника III, с която управлява съвместно до смъртта и, а след това – самостоятелно за 18/19 дни
- Птолемей XII Неос Дионис (Авлет) (80-58 г. пр. Хр., 55-51 г. пр. Хр.) и Клеопатра V
- Клеопатра VI Трифена (58-56 г. пр. Хр.
- Береника IV Епифанея (56-55 г. пр. Хр.)
- Клеопатра VII Теа Неотера (51-30 г. пр. Хр.); управлява съвместно с Птолемей XIII (51-47 г. пр. Хр.)
- Арсиноя IV (48-47 г. пр. Хр.) в опозиция на Клеопатра VII
- Птолемей XIV (47-44 г. пр. Хр.) съвместно с Клеопатра VII
- Птолемей XV Цезарион (44-30 г. пр. Хр.) съвместно с Клеопатра VII